# II. István havasalföldi fejedelem
II. István havasalföldi fejedelem, román nyelvű forrásokban Ştefan Cantacuzino (?, 1675 körül – Konstantinápoly, 1716. június 7.) Havasalföld uralkodója 1714. április 6. és 1716. január 21. között, az ország utolsó belföldi uralkodója a fanarióta korszak előtt.

## Családja
Annak a Cantacuzino-családnak volt a tagja, amely a 17. század második felében Havasalföld feletti befolyásért küzdött a Băleanu család ellen, és végül győztesen került ki. Nagyapja Constantin Cantacuzino kancellár (postelnic), apja az itáliai egyetemet végzett humanista, Constantin Cantacuzino asztalnok (stolnic) volt. Apja révén Șerban Cantacuzino fejedelem unokaöccse volt. Șerban uralkodása alatt (1678–1688) a Cantacuzino-család előnybe jutott a rivális Băleni családdal szemben. Șerban halálakor, Constantin Cantacuzino asztalnok és Mihai Cantacuzino Constantin Brâncoveanut juttatták trónra.

## Uralkodása
1704 után a Cantacuzino-család és Constantin Brâncoveanu viszonya megromlott, ami az orosz-török háború alatt csúcsosodott ki, amikor a fejedelem unokatestvére, Toma Cantacuzino átállt az oroszokhoz. A rossz viszony egyik oka az volt, hogy Brâncoveanu örökletes monarchiát akart kialakítani, ellentétben Constantin Cantacuzinóval, aki saját fiát akarta a trónra ültetni.
1714. április 5-én (Julián naptár szerint március 24-én) Brâncoveanut megfosztották trónjától, és másnap a bojárok a törökök által kijelölt Istvánt választották uralkodónak. István támogatta Konstantinápolyban a Brâncoveanu ellen benyújtott panaszokat, átadta a törököknek Brâncoveanu levelezését az osztrákokkal, és elkobozta Brâncoveanu barátainak vagyonát. István kinevezését a török porta 1714. május 4-én (április 23-án) erősítette meg.
István megszüntette az elődje által a szarvasmarhákra kivetett adót. Uralkodása alatt kezdődött el az 1716–18-as Habsburg–török háború, amelyben az európai keresztény hadakat Savoyai Jenő vezette. István a Habsburgok oldalára állt, és értesítette Stephan von Steinville tábornokot a török porta hadi előkészületeiről.
1716. január 20-án vagy 21-én (január 9-én vagy 10-én) a törökök megfosztották trónjától, és elvitették Bukarestből. A konstantinápolyi angol követ szerint elmozdításának oka a nagyvezír féltékenysége volt, és azért állították helyére Nicolae Mavrocordatot, mert a törökök jobban bíztak benne, és Konstantinápolyban élő családja kezesként szolgált. Január 25-én István Konstantinápolyba indult apjával, feleségével és két fiával. Eleinte az oszmán főváros havasalföldi házaiban lakhatott, és korlátlanul fogadhatott látogatókat. Az 1716. június 6-áról 7-ére (Julián naptár szerint május 25-éről 26-ára) virradó éjszakán apjával együtt meggyilkolták. A holttesteket a tengerbe dobták, a fejeket Drinápolyba vitték.

## Fordítás
Ez a szócikk részben vagy egészben  a(z)   Ştefan Cantacuzino című román Wikipédia-szócikk ezen változatának fordításán alapul.  Az eredeti cikk szerkesztőit annak laptörténete sorolja fel. Ez a jelzés csupán a megfogalmazás eredetét és a szerzői jogokat jelzi, nem szolgál a cikkben szereplő információk forrásmegjelöléseként.